# Herb Jarocina
Herb Jarocina – jeden z symboli miasta Jarocin i gminy Jarocin w postaci herbu.

## Wygląd i symbolika
Herb przedstawia w złotym polu herbowym basztę o otwartej bramie, ponad nią dwie wieżyczki, zarówno baszta jak i dach nakryte są spiczastymi daszkami barwy błękitnej, zwieńczonymi gałkami. Na baszcie zaznaczone są poszczególne cegły (jest żyłowana), wieżyczki natomiast przedstawione są bez żyłowania.

## Historia
Herb wzorowany jest na XVIII wiecznych pieczęciach miejskich, został zatwierdzony przez Radę Miejską Jarocina w 1933 roku. W okresie panowania pruskiego używany był herb z blankowanymi wieżyczkami, wspartymi na podporach.